# Томпсон, Флора
Фло́ра Джейн То́мпсон (англ. Flora Jane Thompson; 5 декабря 1876, Джунипер-Хилл, Оксфордшир — 21 мая 1947, Бриксхэм, Девон) — английская писательница и поэтесса, известная благодаря полуавтобиографической трилогии об английской сельской местности «Чуть свет — в Кэндлфорд» (Lark Rise to Candleford), по которой в 2008—2011 годах телекомпанией Би-би-си был снят одноимённый сериал.

## Биография
Родилась 5 декабря 1876 года в деревне Джунипер-Хилл на северо-востоке Оксфордшира, старшим ребенком в семье Альберта Тиммса и Эммы Диббер, каменотеса и няни. У Альберта и Эммы было двенадцать детей, но выжили только шесть. Её любимый брат Эдвин был убит около Ипра в 1916 году. Флора получила образование в церковно-приходской школе в Коттисфорде.
Работала в почтовых отделениях в различных местах Южной Англии. Первым из них был Фрингфорд, деревня около 4 миль (6,4 км) к северо-востоку от Бистера. Флора начала здесь работу в 1891 году в качестве помощника начальницы почтового отделения, Кезии Уиттон. Среди других почтовых отделений, где ей довелось работать, были отделения в Грейшотте и Йатли (Гэмпшир) и в Борнмуте. В 1903 году она обвенчалась в приходской церкви Туикенема с Джоном Уильямом Томпсоном. У них родились дочь Уинифред Грейс (1903) и двое сыновей: Генри Бэзил (1909) и Питер Редмонд (1918), который пропал в море в 1941 году.
Флора регулярно посещала публичную библиотеку, открытую в Уинтоне в 1907 году. Вскоре после открытия библиотеки, в 1911 году, она выиграла конкурс эссе из 300 слов о Джейн Остин. Позже писательница активно работала, публикуя свои рассказы, а также журнальные и газетные статьи.
Миссис Томпсон была самоучкой-натуралистом и многие из своих статей посвящала именно этой теме (большинство статей обнаружены в 1986 году).
Наиболее известным произведением Томпсон стала трилогия «Чуть свет — в Кэндлфорд» (Lark Rise to Candleford), первая часть которой была отправлена в издательство Оксфордского университета в 1938 году, где её вскоре опубликовали. Трилогия состоит из романов «Ларк Райз» (Lark Rise, 1939), «В Кэндлфорд» (Over to Candleford, 1941) и «Кэндлфорд Грин» (Candleford Green, 1943), опубликованных вместе под названием «Чуть свет — в Кэндлфорд» (Lark Rise to Candleford) в 1945 году. В 1944 году было написано продолжение — «Хетерли» (Heatherley), опубликованное уже после смерти писательницы. Эти полуавтобиаграфические книги раскрывают историю жизни сельской местности Англии конца XIX — начала XX веков, деревушки Ларк Райз (Lark Rise) и городка Кэндлфорд (Candleford). В настоящее время они считаются второстепенными произведениями английской классической литературы.
Флора Томпсон умерла 21 мая 1947 года от сердечного приступа, в Бриксхэме, в графстве Девон, и была похоронена на кладбище Лонгкросс в Дартмуте. Её последняя работа «Ты катишь воды» (Still Glides the Stream) была опубликована в 1948 году посмертно.

## Экранизация произведений
2008—2011 — Чуть свет — в Кэндлфорд (телесериал)